# Pierre Clément (artiste)
Pour les articles homonymes, voir Pierre Clément.
Pierre Clément, né le 7 février 1957, est un illustrateur et réalisateur de film d'animation français.

## Biographie
Après un diplôme en architecture à l'École des Beaux-Arts de Paris, Pierre Clément travaille comme illustrateur et animateur, aussi bien pour des revues (Métal hurlant de 1983 à 1986) et des livres de fictions que pour la publicité (Reynolds) ou la pédagogie. Son style pictural le rattache à la ligne claire.
Futuropolis publie en 1988 son premier ouvrage personnel, compilation augmentée des planches animalières humoristiques publiées dans Métal hurlant. Le second, Tralalajahal, publié en 1991 chez Reporter regroupe 22 sérigraphies formant le portrait d'une ville imaginaire à l'architecture rigoureuse peuplée d'animaux ; les originaux sont ensuite exposée dans plusieurs villes. Sa publication suivante, Les Souris, éditée en trois volumes en 1992 et 1993 par Méphistopoulos, lui permet de poursuivre l'exploration de cet univers en tendant vers la bande dessinée muette, ou du moins un dessin toujours plus narratif.
Clément délaisse ensuite la publication de recueils pour sa consacrer à l'animation (son-court métrage Silenzio et Tralala fait partir de la sélection officiel du festival d'Annecy en 1997) puis la peinture au début des années 2000. À partir de 2006, il se met à exposer des tableaux numériques, art qu'il continue de pratiquer en 2016, notamment via son site Muzoom. Il a également réalisé deux jeux de carte, Jahal et Jahido, respectivement en 2010 et 2011.

## Publications
- T. J. Bass, Humanité et demie,  Paris : Éditions OPTA, coll. « Club du livre d'anticipation » no 58, 1975.
- T. J. Bass, Le Dieu Baleine, Paris : Éditions OPTA, coll. « Club du livre d'anticipation » no 59, 1975.
- Il est interdit, dans Métal hurlant, 1983-1986[1].
- Ralentir passage d'animaux, Paris : Futuropolis, 1988. Compilation augmentée des planches publiées dans Métal hurlant.
- Tralalajahal, Paris : Reporter, 1991.
- Les Souris, Paris : Méphistopoulos, 3 vol., 1992-1993.
- La Fin des mondes, auto-édition, 2008.